# School of Rock (televisieserie)
School of Rock is een Amerikaanse televisieserie van Nickelodeon gebaseerd op de film School of Rock. De serie werd aangekondigd in augustus 2014 en stond gepland voor lente 2015, wat na meer uitstellen 12 maart 2016 werd. Het derde seizoen ging op 8 juli 2017 van start. De serie wordt in het Nederlands nagesynchroniseerd.

## Hoofdrollen
| Acteur          | Personage       |  | Seizoen |
| --------------- | --------------- |  | ------- |
| Tony Cavalero   | Dewey Finn      |  | 3       |
| Jade Pettyjohn  | Summer Hathaway |  | 3       |
| Ricardo Hurtado | Freddy Huerta   |  | 3       |
| Lance Lim       | Zack            |  | 3       |
| Aidan Miner     | Lawrence        |  | 3       |
| Breanna Yde     | Tomika          |  | 3       |

## Bijrollen
| Acteur          | Personage       | Seizoenen / aflevering |
| --------------- | --------------- | ---------------------- |
| Ivan Mallon     | Clark           | 3 seizoenen            |
| Jama Williamson | Rosalie Mullins | 3 seizoenen            |
| Brec Bassinger  | Kale            | 9 afleveringen         |

## Afleveringen

### Seizoen 1
1. Come Together
2. Cover Me
3. Video Killed the Speed Debate Star
4. The Story of Us (But More About Me)
5. We're Not Gonna Take It
6. A Band with No Name
7. We Can Be Heroes, Sort Of
8. Should I Stay or Should I Go?
9. Money (That's What I Want)
10. Freddy Fights for His Right to Party
11. (Really Really) Old Time Rock and Roll
12. We Are the Champions... Maybe

### Seizoen 2
1. Changes
2. Wouldn't It Be Nice?
3. With or Without You
4. Brilliant Disguise
5. I Put a Spell on You
6. Welcome to My Nightmare
7. Truckin'
8. Voices Carry
9. Is She Really Going Out with Him?
10. Total Eclipse of the Heart
11. Takin' care of business
12. Don't Let Me Be Misunderstood
13. Don't Stop Believin'

### Seizoen 3
1. Hold on Loosely
2. Do You Want to Know a Secret?
3. True Colors
4. Leader of the Band
5. The Other Side of Summer
6. Minimum Wage
7. Heroes & Villains
8. Jingle Bell Rock
9. Kool Thing
10. Would I Lie to You?
11. Puppy Love
12. Love is a Battlefield
13. A Matter of Trust
14. Don't Know What You Got ('Til It's Gone)
15. Not Afraid
16. Surprise, Surprise
17. We Gotta Get Out of This Place
18. Photograph
19. I Love Rock and Roll, Part 1
20. I Love Rock and Roll, Part 2